# Катастрофа Vickers Viscount в Стокгольме
Катастрофа Vickers Viscount в Стокгольме — авиационная катастрофа, произошедшая 15 января 1977 года. Авиалайнер Vickers 838 Viscount авиакомпании Skyline выполнял внутренний рейс LF618 (от имени Linjeflyg) по маршруту Мальмё — Кристианстад — Векшё — Йёнчёпинг — Стокгольм, но при заходе на посадку в пункте назначения из-за обледенения горизонтальных хвостовых стабилизаторов перешёл в пикирование и рухнул на землю. Погибли все находившиеся на его борту 22 человека — 19 пассажиров и 3 члена экипажа.

## Предшествующие обстоятельства
Из-за задержек с поставкой в авиапарк новых самолётов Fokker F28 Fellowship авиакомпания Linjeflyg в 1975 году начала выполнять рейсы на самолётах авиакомпании Skyline. В этот период Skyline эксплуатировала 3 самолёта Vickers Viscount, используя собственные экипажи, но с кодами рейсов Linjeflyg и зафрахтованные за почасовую плату. В конце 1970-х годов на Linjeflyg приходилось подавляющее большинство доходов Skyline.

## Сведения о рейсе 618

### Самолёт
Vickers 838 Viscount (регистрационный номер SE-FOZ, серийный 372) был выпущен в 1961 году (первый полёт совершил 7 октября). 23 августа 1976 года был куплен авиакомпанией Skyline для замены Vickers 784 Viscount. Оснащён четырьмя турбовинтовыми двигателями Rolls-Royce Dart 525F. На день катастрофы налетал 12 208 часов.

### Экипаж и пассажиры
Состав экипажа рейса LF618 был таким:
- Командир воздушного судна (КВС) — 45-летний Стэн Уно Хольмштедт (швед. Sten Uno Holmstedt). Очень опытный пилот, в авиакомпании Skyline проработал 1 год и 2 месяца (с 20 октября 1975 года). На пилота Vickers Viscount был квалифицирован 18 мая 1967 года. Налетал 10 078 часов (5488 из них в должности КВС), свыше 3100 из них на Vickers Viscount.
- Второй пилот — 32-летний Бьорн Эрик Бьорнсон (швед. Björn Erik Björnson). Малоопытный пилот, в авиакомпанию Skyline устроился 17 июля 1976 года (проработал в ней 5 месяцев) на должность второго пилота Vickers Viscount. Налетал 3601 час, свыше 300 из них на Vickers Viscount.

В салоне самолёта работала одна стюардесса — 28-летняя Пия Марлоу (швед. Pia Marlow). В авиакомпании Skyline с 16 января 1976 года.
Среди пассажиров на борту самолёта находился шведский игрок в настольный теннис Ханс Альсер.

## Катастрофа
Vickers 838 Viscount борт SE-FOZ выполнял рейс LF618 из Мальмё в Стокгольм с промежуточными посадками в Кристанстаде, Векшё и Йёнчёпинге. Первые три отрезка маршрута прошли без происшествий (вылет из Мальмё в 06:10—посадка в Кристианстаде в 06:35, вылет из Кристанстада в 06:45—посадка в Векшё в 07:15, вылет из Векшё в 07:25—посадка в Йёнчёпинге в 07:55). Рейс 618 вылетел из Йёнчёпинга в 08:05, на его борту находились 3 члена экипажа и 19 пассажиров; расчётное время посадки в Стокгольме — 09:05.
Во время полёта двигатели № 2 (левый крайний) и № 3 (правый крайний) работали на пониженной мощности в течение длительного периода, в результате чего температура системы защиты от атмосферного обледенения опустилась ниже минимальных значений и оба горизонтальных хвостовых стабилизатора подверглись обледенению. Пилоты заметили это во время захода на посадку в аэропорту Стокгольм-Бромма на высоте 350 метров, когда они потеряли контроль над тангажем. В 09:05 рейс LF618 перешёл в пикирование и рухнул на автостоянку в Кальвесте (районе Стокгольма) в 4,5 километрах от торца ВПП № 12 аэропорта Стокгольм-Бромма. От удара о землю самолёт полностью разрушился, все 22 человека на его борту погибли.

## Расследование
Правительство Швеции распорядилось провести полное расследование причин катастрофы рейса LF618.
Окончательный отчёт расследования был опубликован 16 сентября 1977 года, через 9 месяцев после катастрофы:
Самолёт долгое время находился в полёте с двигателями номер два и номер три на малой мощности. Это означало, что противообледенительные системы, работающие от двигателей, не имели необходимых условий для поддержания температуры, достаточной для их правильной работы. В результате на хвостовой части самолёта образовался лед, который нарушил поток воздуха, что привело к потере контроля по тангажу, когда закрылки были полностью выпущены.

## Последствия катастрофы
После катастрофы отношения между авиакомпаниями Linjeflyg и Skyline серьёзно ухудшились. Небольшие возможности Skyline вызывали беспокойство, поскольку у неё не было необходимого оборудования для ликвидации последствий катастрофы рейса 618. Linjeflyg взяла на себя бо́льшую часть расходов, поскольку рейс LF618 выполнялся в их интересах.
Skyline взяла в лизинг Vickers 814D Viscount борт G-AZNH в качестве замены разбившегося борта SE-FOZ. Позже контракт Skyline с Linjeflyg был расторгнут из-за поставки самолётов Fokker F28 Fellowship, что в итоге привело к банкротству авиакомпании Skyline.